# Naissance en 1383
Naissance
- 1379
- 1380
- 1381
- 1382
- 1383
- 1384
- 1385
- 1386
- 1387

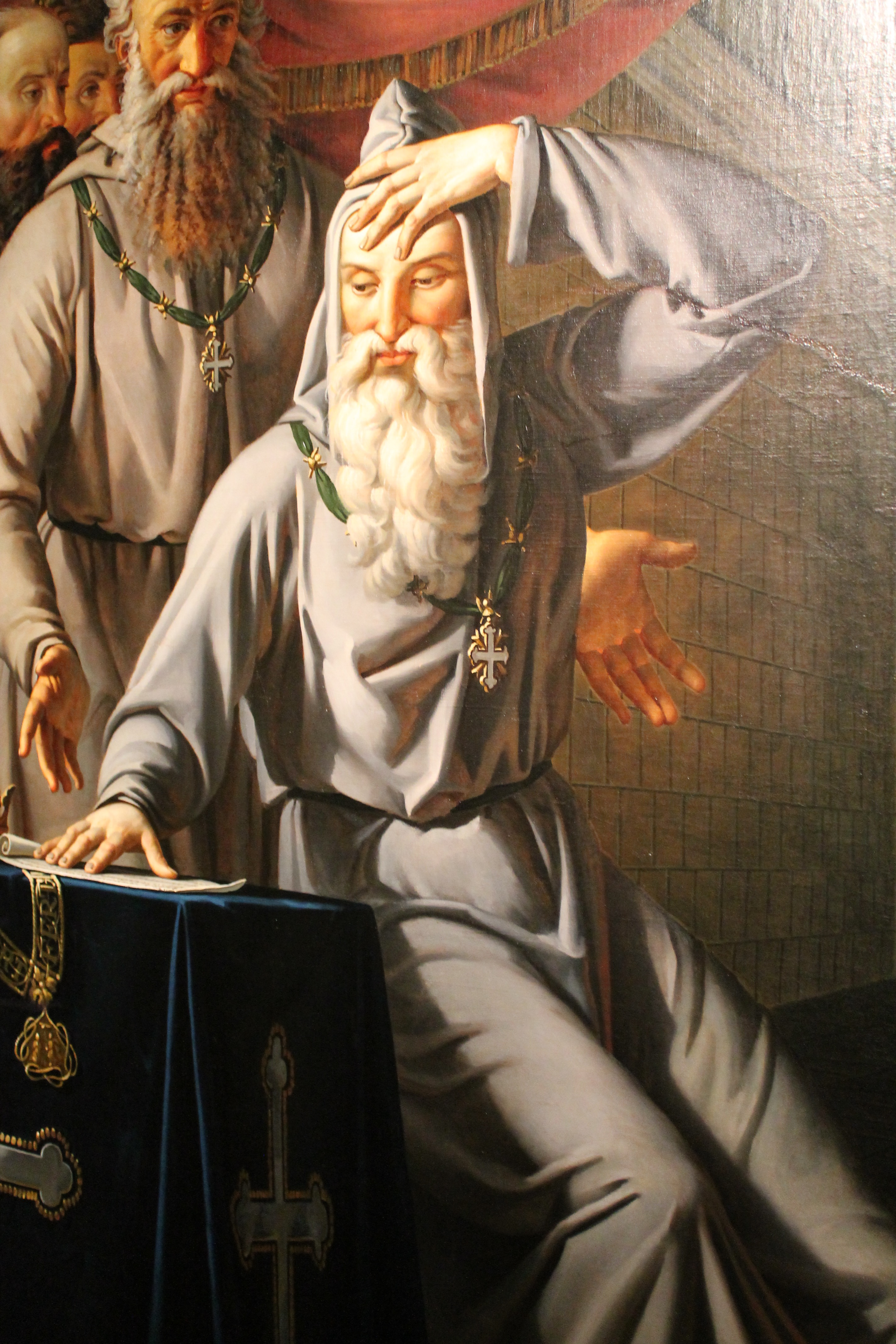
Amédée VIII de Savoie, né en 1383.

Cette page dresse une liste de personnalités nées au cours de l'année 1383  :
- 30 avril : Anne de Gloucester, comtesse de Northampton.
- 4 septembre : Amédée VIII de Savoie, comte de Savoie, duc de Chablais et d'Aoste, prince, marquis en Italie, comte de Genève, vicaire impérial, puis duc de Savoie et antipape sous le nom de Félix V.
- 9 novembre : Nicolas III d'Este, condottiere italien membre de la maison d'Este, marquis de Ferrare.

- Eugène IV, pape.
- Masolino da Panicale, peintre italien de la pré-Renaissance.
- Nijō Mitsumoto, noble de cour japonais (kugyō) de l'époque de Muromachi (1336–1573). Il exerce la fonction de régent kanpaku
- Konoe Tadatsugu, noble de cour japonais (kugyō) de l'époque de Muromachi, il exerce la fonction de régent kampaku.

## Crédit d'auteurs
- Cet article est partiellement ou en totalité issu de l'article intitulé « 1383 » (voir la liste des auteurs).